# Opción de venta
Una opción de venta (u opción put) otorga a su poseedor el derecho -pero no la obligación- a vender un activo a un precio predeterminado hasta una fecha concreta. El vendedor de la opción de venta tiene la obligación de comprar el activo subyacente si el tenedor de la opción (comprador del derecho de vender) decide ejercer su derecho.

## Compra de una opción de venta
Una opción de venta es un derecho a vender. La compra de una opción de venta es la compra del derecho a vender a un determinado precio. 

### Posibles situaciones favorables para la compra
La compra de opciones put se utiliza como cobertura, cuando se prevean caídas de precios en acciones que se poseen, ya que mediante la compra de Put se fija el precio a partir del cual se gana dinero. Si la acción cae por debajo de ese precio, el inversor gana dinero. Si cae el precio de la acción, las ganancias obtenidas con la opción de venta compensan en todo o en parte la pérdida experimentada por dicha caída.
Las pérdidas quedan limitadas a la prima (precio pagado por la compra de la opción de venta). Las ganancias aumentan a medida que el precio de la acción baje en el mercado.
Por tanto, es conveniente comprar una opción de venta:
- Cuando se tienen acciones y se cree que hay grandes probabilidades de que su precio caiga a corto plazo, pero se piensa el valor tiene una tendencia alcista a largo plazo, por lo que no se quiere vender dichas acciones. Con la opción de venta se obtienen beneficios si caen los precios y no se tiene que vender las acciones. De este modo se aprovecharía la futura subida de los precios de la acción. Es una forma de proteger beneficios no realizados cuando se tienen acciones compradas. A esta operación se le conoce como "Put protectora", porque protege la inversión de caídas.
- Cuando se está convencido de que la acción va a caer y se quiere aprovechar esa caída para obtener beneficios. Si no se tienen acciones compradas previamente también interesa comprar una opción de venta, pues con ello se obtienen beneficios con las caídas de la acción.

## Venta de una opción de venta
El vendedor de una opción de venta está vendiendo un derecho por el que cobra la prima. Puesto que vende el derecho, contrae la obligación de comprar la acción en el caso de que el comprador de la put ejerza su derecho a vender.

### Posibles situaciones favorables para la venta
- Para comprar acciones con descuento. Cuando interese comprar acciones a un precio fijo por debajo del nivel actual de precios y además con un descuento 10%. El descuento es la prima ingresada por la venta de la opción.
- Cuando se piensa que el precio de la acción va a entrar en un período de estabilidad, se está convencido de que no va a caer y que es posible que tenga ligeras subidas. En esta situación se puede fijar un precio al cual las acciones parezcan, precio a partir del cual se está dispuesto a comprar; entretanto, se ingresa la prima. El precio límite de compra es el precio de ejercicio al que se venderá la opción de venta.

- Datos: Q1939618